# Aeroportul Internațional Da Nang
Aeroportul Internațional Da Nang (Sân bay quốc tế Đà Nẵng, Da Nang International Airport) este un aeroport în estul districtului Hai Chau din Da Nang, Vietnam. Este nodul principal pentru Vietnam Airlines. 

## Linii aeriene
- Asiana Airlines (Seoul-Incheon) [begins 2 iulie 2008]
- Far Eastern Air Transport (Taipei-Taiwan Taoyuan)
- Pacific Airlines (Ho Chi Minh City)
- PBair (Bangkok-Suvarnabhumi)
- SilkAir (Singapore)
- Vietnam Airlines (Buon Ma Thuot, Hanoi, Ho Chi Minh City, Nha Trang, Pleiku, Qui Nhon)